# Haankhes

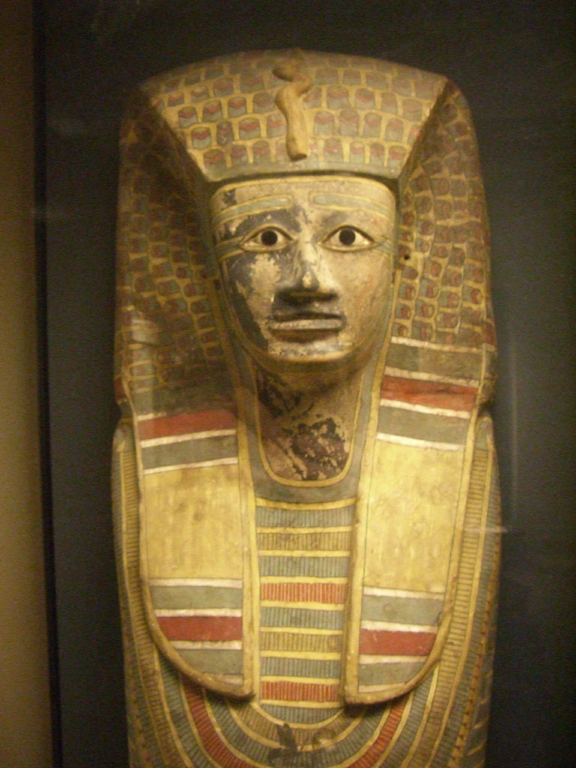
Detall del sarcòfag del faraó Antef (Sékhemrê Hérouhermaât) - XVIIe dinastia egípcia - Museu del Louvre

Haankhes (ḥ3-ˁnḫ = s, "que pugui viure") va ser una reina egípcia de la XVII Dinastia. Era probablement una esposa del faraó Sekhemre-Heruhirmaat Intef.
Només se la coneix per una estela del seu fill, el príncep Ameni. L'estela es va trobar a Coptos i podria ser originària de Denderah. Aquesta estela està partida en dues meitatsː una es troba al Museu Petrie d'Arqueologia Egipcia de Londres i l'altra és al Museu Puixkin de Moscou. Ameni es va casar amb la princesa Sobekemheb, una filla dels reis Sobekemsaf I i Nubemhat.
El seu únic títol conegut és el de "Dona del Rei" (ḥmt-nỉswt).